# Береговое (Мелитопольский район)
Береговое (укр. Берегове) — село,
Проминевский сельский совет,
Мелитопольский район,
Запорожская область,
Украина.
Код КОАТУУ — 2323086203. Население по переписи 2001 года составляло 121 человек.

## Географическое положение
Село Береговое находится на берегу реки Юшанлы,
выше по течению на расстоянии в 1 км расположено село Проминь,
ниже по течению на расстоянии в 3 км расположено село Заречное.
Река в этом месте извилистая, образует лиманы и старицы.